# Sardonyx
Sardonyx är en variant av mineralet kalcedon. Den är brun och vit i band, vilket gör den ypperligt bra att använda till gravyrer.

Namnet kommer från onyx som är svart och vit agat och Sard som indikerar färgen.

## Andra varianter av kalcedon
Sardonyx är bara en av flera ädelstensvarianter av kalcedon. Andra varianter är onyx (vitt på svart) och karneol/karneolonyx (rött på vitt). Den mest kända ädelstensvarianten av kalcedon är den mångformiga och mångfärgiga agat; detta namn har dock oegentligt ibland använts även för onyx och tidigare även om gagat, bärnsten och mörk alabaster.

## Bildgalleri

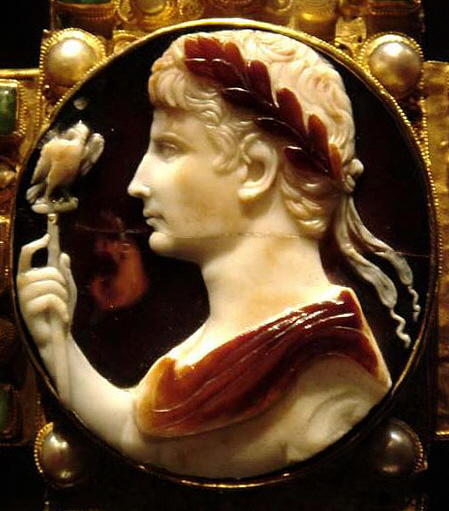
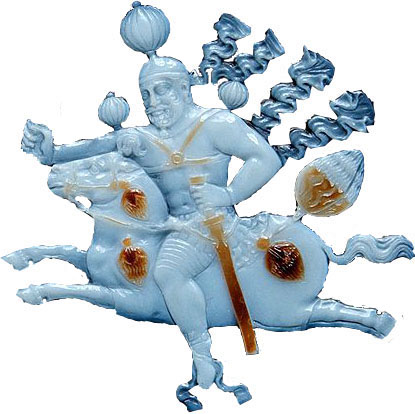
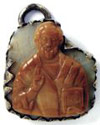
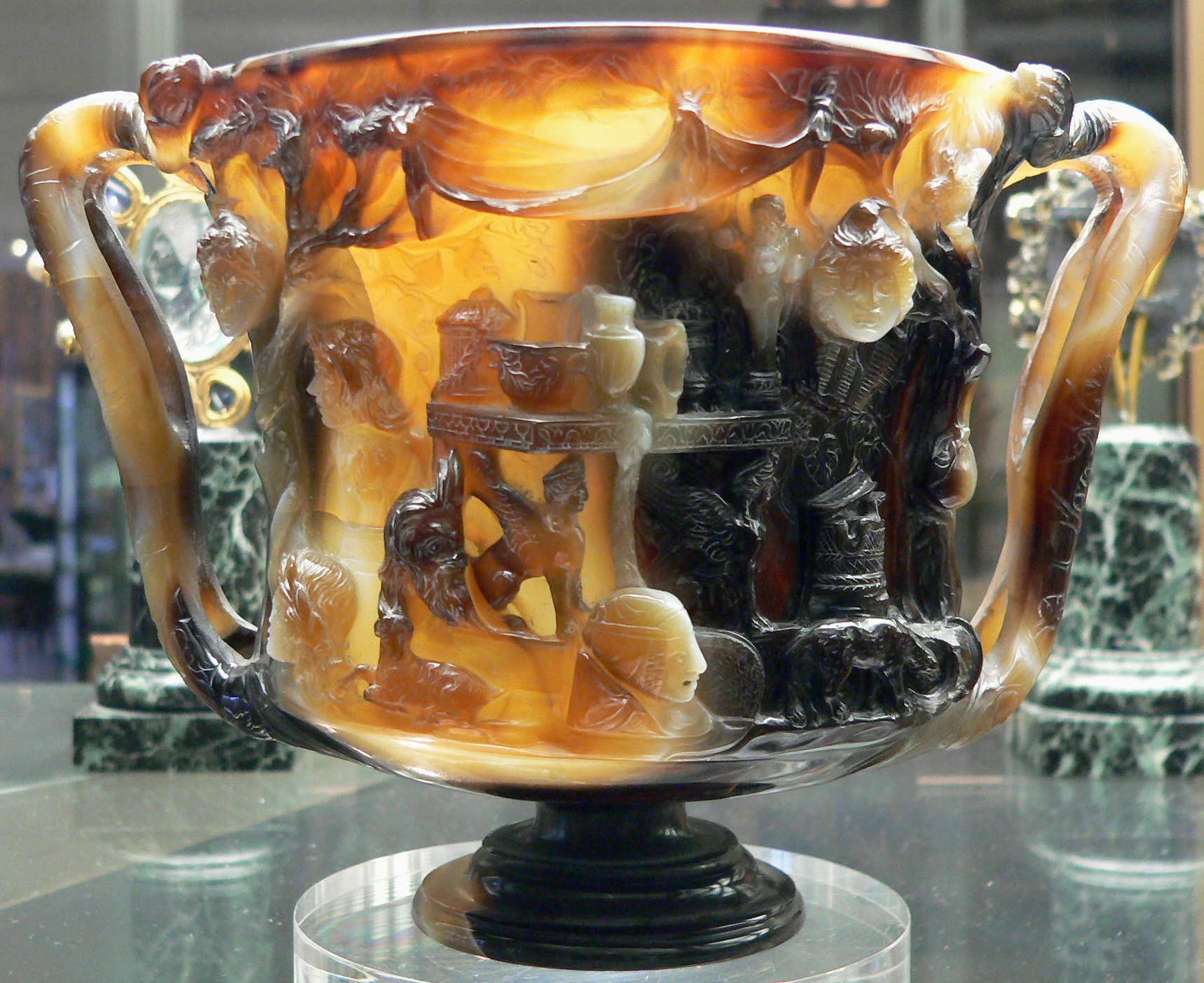
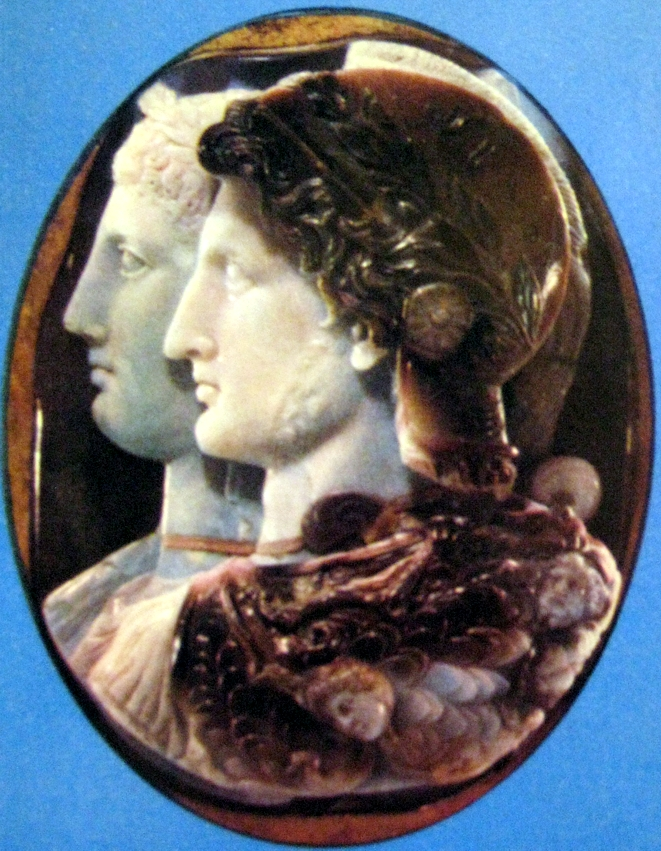